# Claude Léonard
Claude Léonard, né le 11 mars 1948 à Nancy (Meurthe-et-Moselle), est un homme politique français.

## Biographie
Claude Léonard devient maire de Montmédy à la suite des municipales de 1983 et est réélu jusqu'en 2008. Il est élu conseiller général de la Meuse dans le canton de Montmédy lors des élections cantonales de 2008.
Suppléant de Gérard Longuet lors des sénatoriales de 2001, il devient sénateur de la Meuse le 28 mars 2011, un mois après l'entrée de celui-ci dans le gouvernement Fillon III. Claude Léonard siège au groupe UMP et à la commission de la culture, de l'éducation et de la communication du Sénat.
Son mandat de sénateur prend fin le 30 septembre 2011, à la suite des élections sénatoriales, lors desquelles Gérard Longuet est réélu. Celui-ci conservant ses fonctions ministérielles, Claude Léonard redevient sénateur de la Meuse le 2 novembre 2011. Apparenté au groupe UMP, il est membre de la commission des affaires sociales du Sénat. En février 2012, il est nommé vice-président de la commission d'enquête sénatoriale sur le coût réel de l'électricité afin d'en déterminer l'imputation aux différents agents économiques.
Il est candidat lors des Élections législatives françaises de 2012 dans la 2e circonscription de la Meuse. Il passe le premier tour en seconde position avec 25,91 % derrière le député PS sortant Jean-Louis Dumont puis il est battu par ce dernier au second tour, réalisant le score de 48,5 %.
En mars 2015, il est élu Conseiller départemental du canton de Montmédy en binôme avec Dominique Aarnink-Géminel. Le 2 avril 2015, il succède à Christian Namy à la tête de l'exécutif meusien et devient Président du Conseil départemental de la Meuse.
En septembre 2017, il se présente aux suffrages des grands électeurs Meusiens dans le cadre des élections sénatoriales. Alors conforté avec Gérard Longuet, il perd au second tour face à la stratégie de Christian Namy, sénateur sortant, qui formait le ticket avec Franck Menonville. En effet, Christian Namy décide de se retirer du scrutin pour laisser place à son jeune poulain. Stratégie gagnante car Franck Menonville récupère 127 voix... devançant Claude Léonard.
Sa politique au sein du Département de la Meuse est vivement critiquée : manque d'investissement face à un budget fragile, fermeture programmée de 5 collèges (Bar-le-Duc, Verdun, Dun-sur-Meuse, Varennes-en-Argonne et Montiers-sur-Saulx). Sur ces cinq établissements, seuls 2 fermeront : deux ayant été sauvés par les négociations (Bar-le-Duc et Verdun), et celui de Varennes reste en place grâce à l'action des citoyens, des parlementaires opposés à la fermeture. Ainsi, la préfète en place déboute l'arrêté du Président de Département et décide de ne fermer que deux établissements. 
À noter que c'est une première, une préfète qui déboute une décision de conseillers départementaux prise à la majorité.